# Левандовский парк

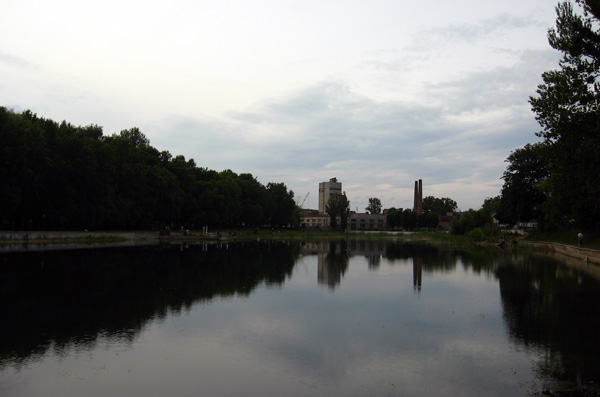
Озеро в Левандовском парке

Левандо́вский парк (укр. Левандівський парк) — парк во Львове (Украина). От своей закладки в 1960-х годах и до переименования в начале 1990-х назывался Жовтневым парком. И прошлое и нынешнее название парк получил от посёлка Жовтневый (то есть Октябрьский) в Зализнычном районе Львова. Адрес парка — ул. Повитряная. Общая площадь 3,7 га, площадь водного зеркала 1,9 га. В 2019-2020 годах парк был частично благоустроен.
В парке встречаются деревья и кусты  — ель обыкновенная, тополь пирамидальный, береза повислая, сирень, каштан конский, туя складчатая, клен остролистный, клен белый, ясень обыкновенный, осина, форзиция, боярышник, алыча, черемуха обыкновенная, клен ясенелистый и шиповник и т. д.. Произрастают подснежники, фиалки, ландыши и крокусы.